# Brug 2324
Brug 2324 is een bouwkundig kunstwerk in Amsterdam Nieuw-West. 

## Ligging
De brug maakt deel uit van een familie bruggen met hetzelfde ontwerp: brug 2322, brug 2323 en bruggen 2363 en 2364. Alle vijf de bruggen werden geplaatst rondom het Amsterdamse gedeelte van de Haarlemmerweg. Ze zijn geplaatst op het traject van die weg tussen de kruisingen met de Rijksweg 10 (Ringweg Amsterdam) en de Seineweg in Amsterdam Nieuw-West. Brug 2323 zorgt daarbij voor de verbinding tussen de Harry Koningsbergerstraat en de doorgaande fietsroute langs de zuidelijke kant van de Haarlemmerweg net buiten de ring. Ze geeft middels de tegenoverliggende brug 2323 een doorgaande route naar de Subangstraat ten noorden van de Haarlemmerweg. 

## Geschiedenis
In 2019 en 2020 werden grootscheepse werkzaamheden verricht aan de Haarlemmerweg. Ze degradeerde daarbij van rijksweg (A200/N200) tot een stedelijke weg. Die werkzaamheden werden aangegrepen om ook het karakter van de weg aan te passen aan het stedelijk gebied waarin zij kwam te liggen. Zo werden voet- en fietspaden vanuit Slotermeer en Geuzenveld doorgetrokken over de Haarlemmerweg en Haarlemmertrekvaart richting de noordelijker gelegen sportvelden en wijk Amsterdam Westpoort, dit mede door de gedeeltelijk herontwikkeling van dat laatste van puur kantoorgebied naar een woon-kantoorgebied. Zij moeten er voor zorgen dat voetgangers en fietsers de drukke verkeerskruisingen en -bruggen ter hoogte van Kimpoweg, Radarweg en Seineweg zullen mijden. De bruggen werden in één ontwerp aangelegd door Rijkswaterstaat aangezien het dijklichaam waarop de Haarlemmerweg ligt een primaire waterkering is. De brug ging eerst naamloos door het leven, maar werd in de periode na oplevering voorzien van een Amsterdams brugnummer 2324.